# Larus argentatus

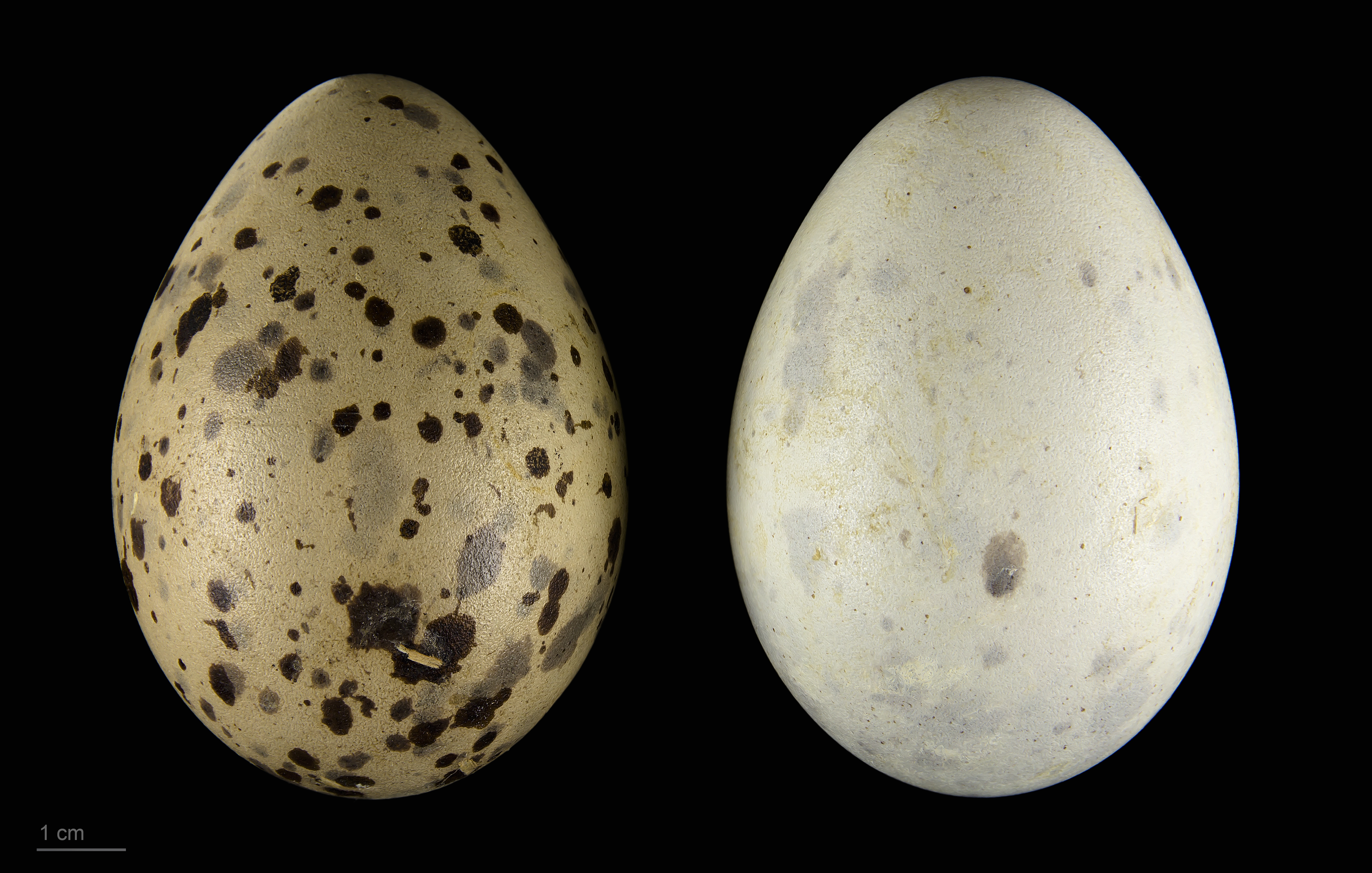
Larus argentatus argenteus - MHNT

La gaviota argéntea (Larus argentatus) es una especie de ave Charadriiforme de la familia Laridae. Es un ave ruidosa y oportunista, y una de las gaviotas más extendidas y adaptables del hemisferio norte. Se alimentan en cultivos y alrededor de los depósitos de basura, así como en la playa y con frecuencia sigue a los barcos pesqueros esperando que lancen cualquier resto por la borda.
Estas gaviotas crían en grupos y construyen sus nidos con algas y otras plantas. Suelen anidar en el suelo, pero en algunas ciudades costeras hacen sus nidos en los tejados. Si sienten una amenaza cerca de sus huevos o polluelos, los padres forman círculos por encima de ellos, emitiendo un chillido agudo y ensordecedor. Miden hasta 60 cm de largo.

## Hábitat
Esta ave marina anida principalmente en la costa, pero coloniza cada vez más zonas del interior, sobre todo las ciudades. Pasa el invierno cerca de sus zonas de cría o más al interior, en estuarios, lagos, pantanos y otros depósitos de agua, pero también en vertederos públicos.

## Subespecies
Se conocen cuatro subespecies de gaviota argéntea:
- Larus argentatus argentatus Pontoppidan, 1763
- Larus argentatus argenteus Brehm, C.L. & Schilling, 1822
- Larus argentatus smithsonianus Coues, 1862
- Larus argentatus vegae Palmen, 1887